# Pilar da Baviera
Pilar da Baviera (Maria do Pilar Eulália Isabel Luísa Francisca Josefa Rita Eufrásia de Wittelsbach, Princesa da Baviera; Munique, 13 de março de 1891 – Munique, 29 de janeiro de 1987) foi uma princesa do Reino da Baviera e infanta da Espanha. Era a única filha do príncipe Luís Fernando da Baviera e de sua esposa, a infanta Maria da Paz da Espanha.

## Biografia
A princesa Pilar foi co-autora de uma biografia de 1932, "Every Inch a King", sobre seu primo Afonso XIII da Espanha. Ela também chefiou a filial bávara da Cruz Vermelha Alemã por quarenta anos.
Pilar nunca se casou e nem teve filhos.

## Honras
- Espanha: 901.° Dama Nobre da Ordem da Rainha Maria Luísa - .